# Стьюи Гриффин: Нерассказанная история
Stewie Griffin: The Untold Story (с англ. — «Стьюи Гриффин: Нерассказанная история») — двадцать восьмая, двадцать девятая и тридцатая (заключительные) серии четвёртого сезона мультсериала «Гриффины», изначально снятые в виде полнометражного мультфильма о Гриффинах, который был выпущен на DVD 27 сентября 2005 года. Премьерный показ на телевидении состоялся на канале FOX 21 мая 2006 года.

## Сюжет
Питер учит Стьюи плавать в городском бассейне. Лоис предлагает записать малыша на занятия по плаванию. Вскоре Стьюи начинает войну против одного из успешных учеников, Брэда. Малыш пытается уничтожить его с помощью динамита, но взрывается сам и едва не погибает. После этого Стьюи решает, что чудесным спасением ему был дан знак свыше, и теперь ему надлежит стать хорошим мальчиком.
Тем временем Питер устраивается на работу на «5 канал» ведущим программы «What Really Grinds My Gears» (с англ. — «Что доводит меня до белого каления»), где пустословит о волнующих его вещах; и вскоре становится необычайно популярным, затмив самого Тома Такера, чем вызывает его сильную зависть. Тот всячески пытается «подставить» Питера, но безуспешно. Такера увольняют.
Стьюи изо всех сил пытается стать хорошим, и начинает с нежного отношения к Брайану. Того это беспокоит, и он пытается вернуть прежнего Стьюи. Между тем малыш решает, по примеру Брайана, глушить свой гнев алкоголем, и теперь он завсегдатай бара «Пьяная устрица». Брайан вытаскивает его оттуда. Зная, что Стьюи — сын Питера, Том Такер использует эту ситуацию, чтобы скомпрометировать новую звезду телевидения. Питер уволен, а Том взят на работу обратно.
На следующее утро мучающийся похмельем Стьюи проклинает свою судьбу и одиночество в этом мире.
В это время, в Сан-Франциско, мы видим взрослого человека, очень похожего на Стьюи, работающим в гостинице. Стьюи видит этого человека по телевизору: теперь он уверен, что это — его настоящий отец.
Узнав, что Куагмир отправляется в путешествие через всю страну, чтобы «поиметь по женщине в каждом штате» (with the intent of having sex with a woman in every state), Брайан и Стьюи присоединяются к нему в его «машине соблазнения» («Wanna-bang-o»). Однако уже в Нью-Джерси Куагмира в гостинице к постели приковывает наручниками уборщица, а Стьюи, вместо спасения приятеля, угоняет машину Гленна и продолжает путешествие вдвоём с Брайаном. Вскоре Куагмир освобождается, набрав телефон службы спасения своим эрегированным пенисом (to rescue himself by reaching the phone and dialing 911 with his erect penis).
Вскоре Стьюи разбивает фургон посреди пустыни, не рассчитав с дозой кофеиновых таблеток. Через некоторое время друзьям удаётся взять машину напрокат. Они прибывают в Сан-Франциско и выслеживают того человека, виденного по телевизору. Стьюи встречается с ним лицом к лицу в трамвае, и ещё раз поражается: тот вылитая его копия спустя лет тридцать. Выясняется, что этот человек — не его отец, а он сам, тридцатилетний.
Тем временем Питер и Лоис учат Мег и Криса, как ходить на свидания, чтобы им самим хоть немного побыть вдвоём.
Тем временем в Сан-Франциско, Стью (так зовут Стьюи в будущем) отправляется в путешествие во времени, и Стьюи отправляется с ним. Они проникают обратно в 2035 год, выдав Стьюи за никарагуанского мальчика Пабло.
В будущем Стьюи узнаёт, что Крис стал регулировщиком дорожного движения и женился на отвратительной женщине Ванессе, которая всячески его подавляет и требует отдать Питера и Лоис в дом престарелых; Мег поменяла пол и теперь её (его) зовут Рон; а Брайан умер от отравления теобромином (он съел шоколадку из мусорного бака). Про себя же Стьюи узнаёт, что в тридцать пять лет он по-прежнему остался девственником, работает в «Лачуге микросхем Куахога» («Quahog Circuit Shack») и одиноко живёт в отдельной квартирке, а кроме того, Стьюи стал «маменькиным сынком», и давно забросил мысли об убийстве Лоис.
Чувствуя отвращение к своему жизненному пути, Стьюи переделывает жилище Стью и вынуждает того потерять девственность со своей коллегой, Фрэн. Из-за этого его на следующий день увольняют с работы, а вернувшись домой, он обнаруживает пожар: опрокинулись расставленные Стьюи «свечки для снятия стресса».
Жизнь Стью разрушена, он жалеет, что не погиб тогда, 35 лет назад, в бассейне. Друзья узнаю́т, что коренные перемены в их жизни произошли в двадцатилетнем возрасте, когда тот-Стьюи стал опасаться любых рисков. Стью и Стьюи отправляются к Лоис, чтобы попросить у неё денег на новую машину времени. Оказывается, что Лоис всё это время знала, что Пабло — это Стьюи, и она даёт денег. Приятели покупают машину времени, и Стьюи путешествует в прошлое, чтобы убить Ванессу, а затем и в день катастрофы в бассейне. Стьюи предотвращает взрыв, но заменяется Стьюи из альтернативной временно́й линии.
В конце эпизода Мег встречается с мальчиком по имени Рон.

## Создание
Производство мультфильма началось после запрета шоу в 2005 году, поэтому в самом конце эпизода авторы включили интервью с членами семьи Гриффинов, которые высказывают свои соображения по поводу отмены и разрешения шоу к показу.
Первоначально мультфильм вышел на DVD в т. н. формате Direct-to-video; диск содержит комментарии и анонс новых серий «Американского папаши». Длительность — 88 минут.
На три эпизода полнометражный мультфильм был разделён для показа по телевидению; их названия: «Stewie B. Goode» («Стьюи Хороший»), «Bango Was His Name, Oh!» («Эх, его звали Бэнго!») и «Stu and Stewie’s Excellent Adventure» («Великолепное приключение Стью и Стьюи»). Телевизионная версия заметно отличается от оригинальной полнометражной: некоторые сцены были удалены, некоторые — добавлены, а некоторые — изменены.

### DVD
Режиссёр: Сет Макфарлейн
Продюсер: Сет Макфарлейн
Авторы сценария: Сет Макфарлейн, Крис Шеридан, Алекс Борштейн и Стив Кэллахан
Композитор: Рон Джоунс
Монтаж: Майк Элиас
Приглашённые знаменитости: отсутствуют

### ТВ
Авторы сценария: Гэри Жанетти, Крис Шеридан, Алекс Борштейн и Стив Кэллахан
Режиссёр: Пит Майклс
Приглашённые знаменитости: отсутствуют